# Irländsk vattenspaniel
Irländsk vattenspaniel är en hundras från Irland. Den är en vattenhund som framförallt använts för att apportera skjutna änder.

## Historia
På Irland likaväl som på Brittiska öarna i övrigt fanns fram till början av 1800-talet, flera lokala typer av Water Spaniels. På Irland talade man om tre typer; Southern Water Spaniel, Northern Water Spaniel och Tweed Water Spaniel som även fanns i Skottland. Den specifika rashistorien går tillbaka till en insändare i tidningen The Field 1859, där Justin McCarthy berättar om sin sydliga vattenspaniel Boatswain som föddes 1834 och som blev 18 år gammal. Han var en skicklig vattenapportör och eftertraktad avelshund ända upp i hög ålder. Denne Botswain räknas som rasens stamfar. Vilka tikar han fått valpar undan är inte dokumenterat, men hundarna gick också under namnet McCarthy's Spaniels.
Den s.k. råttsvansen har ställt till huvudbry för många kynologer, då den också finns hos afghanhunden. Fantasifulla spekulationer om hundar av persiskt ursprung som skall ha räddat sig iland från den spanska armadan 1588 har ofta återgetts.
Krullhåriga vattenhundar på de brittiska öarna är skildrade sedan John Caius (1510-1573) De Canibus Britannicis 1570. Dåvarande ärkebiskopen av Armagh skriver år 1600 om vattenapporterande hundar på Irland. Gervase Markham (1568-1637) prisar i Hungers prevention, or the whole arte of fowling by water and land 1621 just de leverbruna som de mest hängivna vattenapportörerna.
Rasen visades på hundutställning första gången i Birmingham 1862. Den irländska rasklubben grundades 1890.

## Egenskaper
Temperamentet är livligt och de är ofta avvaktande mot främlingar, något som även anges i standarden. Den irländska vattenspanieln är ingen typisk förstagångshund och kräver en fast hand då de testar sin ägare konstant och är väldigt påhittiga. Rasen är energisk och är gärna med på alla upptåg, vare sig det är fågeljakt eller lek med familjens barn.

## Utseende
Rasen har en finlockig, tät päls som täcker hela kroppen utom nosen och svansen som är naturligt släthåriga. Svansen är inte hårlös, men brukar ändå kallas råttsvans (rat tail), vilket är ett av rasens särdrag. Ett annat är de i förhållande till kroppsstorleken stora tassarna, något som skiljer den från pudel och portugisisk vattenhund som den annars brukar liknas vid.